# Chrám Zesnutí přesvaté Bohorodice (Nižnij Novgorod)
Chrám Zesnutí přesvaté Bohorodice (rusky Успенская церковь) je pravoslavný chrám v centru ruského Nižního Novgorodu. Díky unikátnímu tvaru střechy nad kněžištěm, typickému jinak pouze pro dřevěné ruské chrámy, má budova status architektonické památky federálního významu.
Naproti chrámu se nachází další památkově chráněná budova postavená zároveň s chrámem, sídlo kupce Olisova, iniciátora a donátora výstavby chrámu Zesnutí přesvaté Bohorodice.

## Historie
Na místě dnešního kamenného chrámu se původně nacházel klášter, upomínaný v listině cara Vasilije IV. Šujského roku 1606. V tomto klášteře se nacházel dřevěný chrám Zesnutí Matky Boží, který však byl již roku 1621 zmiňován jako chrám veřejný.
Současnou kamennou budovu nechal vystavět na své náklady místní kupec Afanasij Firsovič Olisov. Kdy stavba započala, není známo, dokončena byla roku 1672. Zároveň s chrámem si nechal Olisov jen pár metrů od svatyně vystavět své sídlo, které se z velké části dochovalo a které je dnes v rukou místní pravoslavné eparchie.
V roce 1715 chrám zasáhl požár, byl však záhy obnoven.
Po bolševické revoluci sice chrám nebyl zbořen, tak jako mnohé jiné, byla však zachována pouze historicky nejcennější část, zahrnující kněžiště a ikonostas. Hlavní chrámová loď a věž byly roku 1934 zbořeny.
K první restauraci chrámu došlo v letech 1965-1967, kdy byla opravena dochovaná část svatostánku (a zároveň blízké sídlo Olisova). Ačkoliv projekt počítal také s obnovením zbouraných částí, nakonec k tomu nedošlo.
Kopie původní věže a hlavní chrámové lodi získal chrám až roku 2004. Tehdy také začaly práce brigády ikonopisců na vnitřní výmalbě, na věž byl umístěn největší zvon o váze 1600 kg a chrám byl vysvěcen.

## Galerie

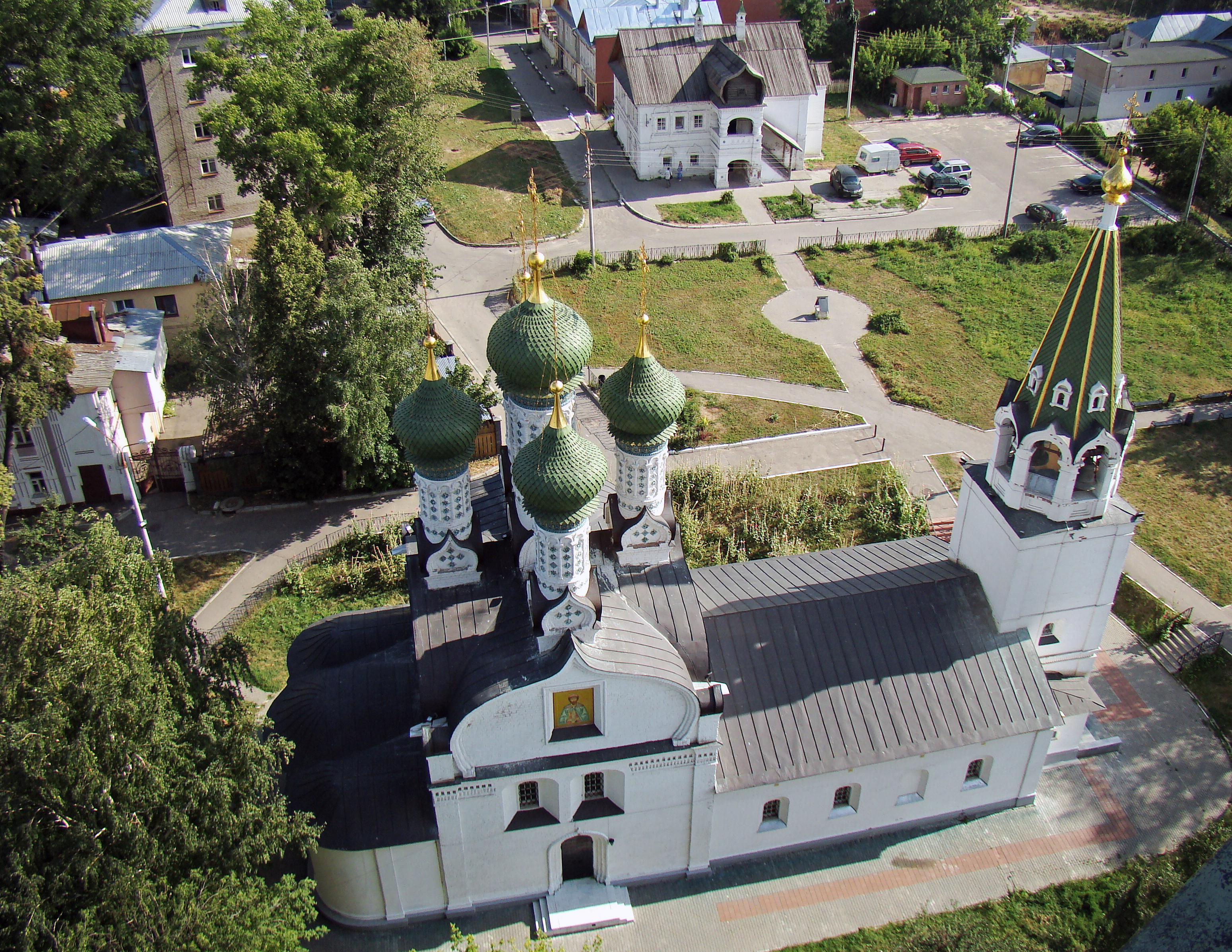
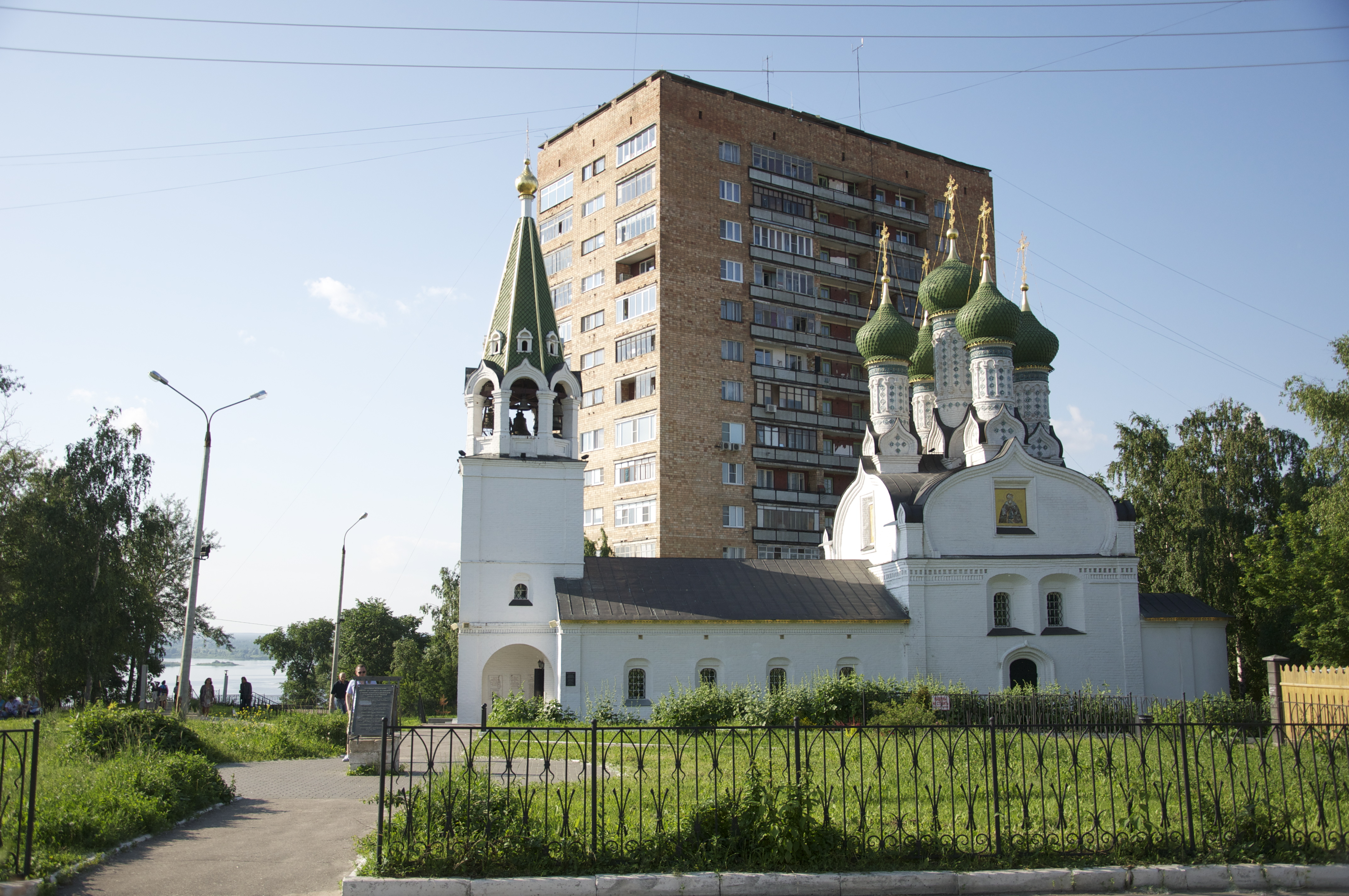
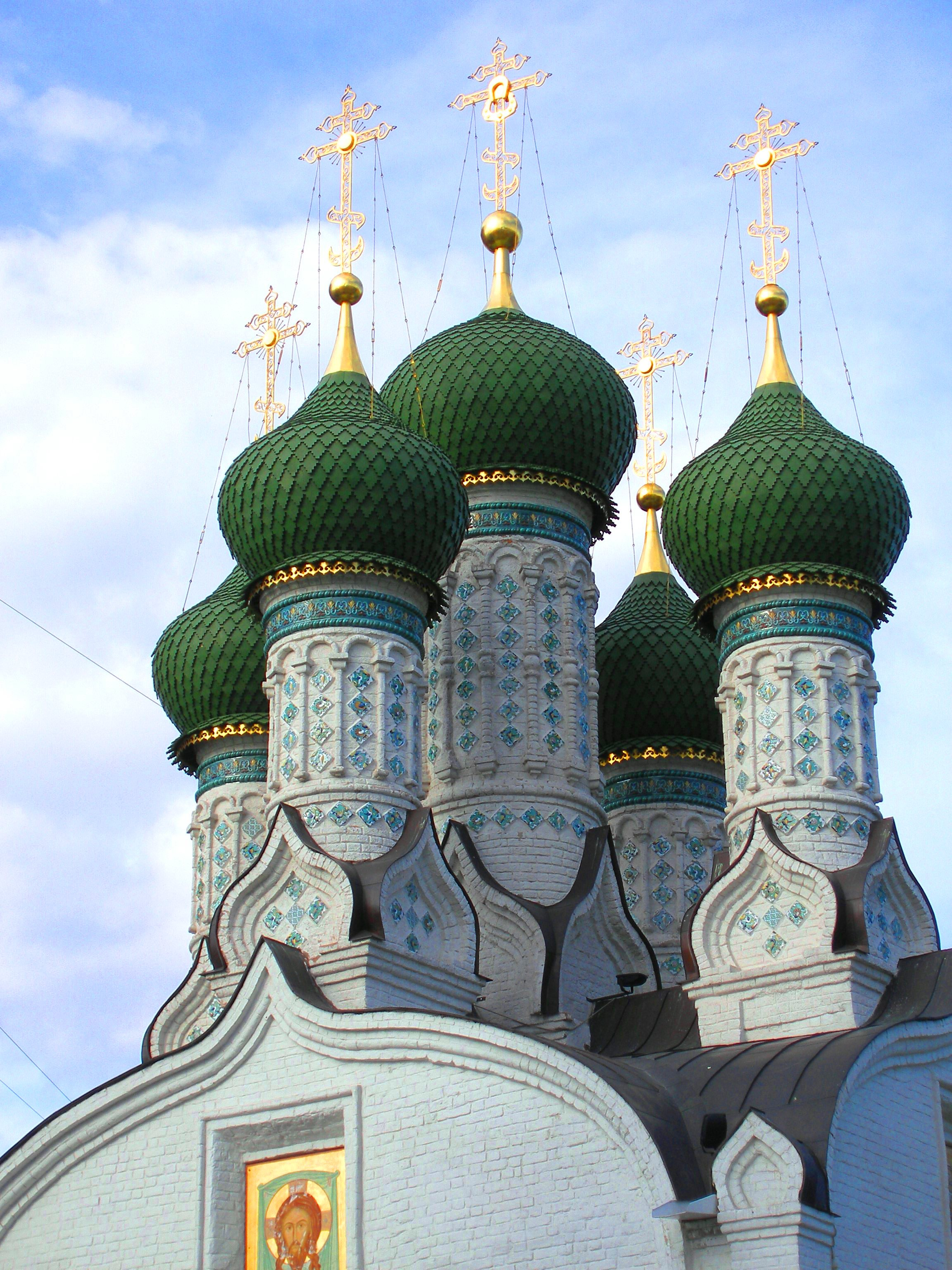
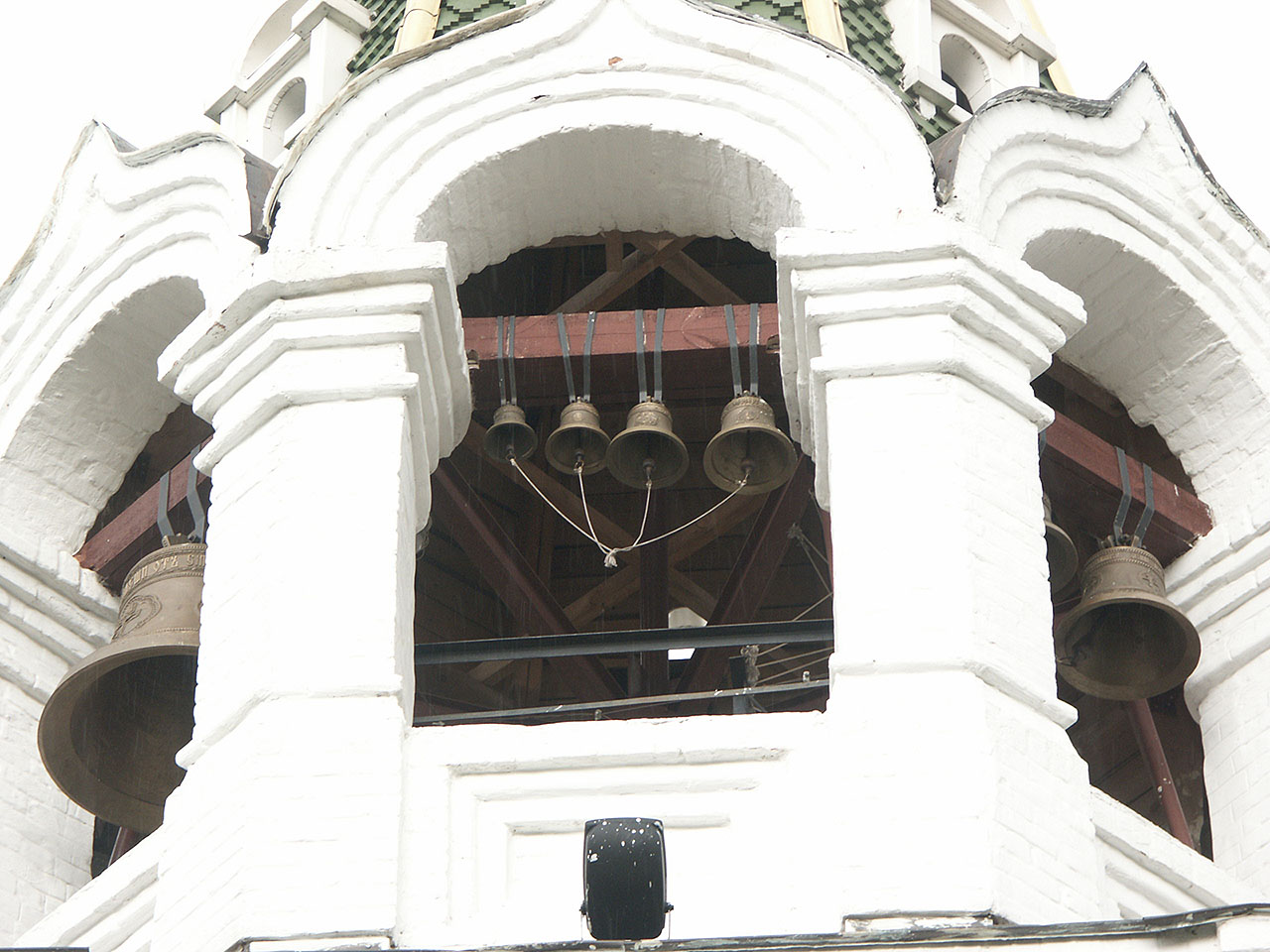
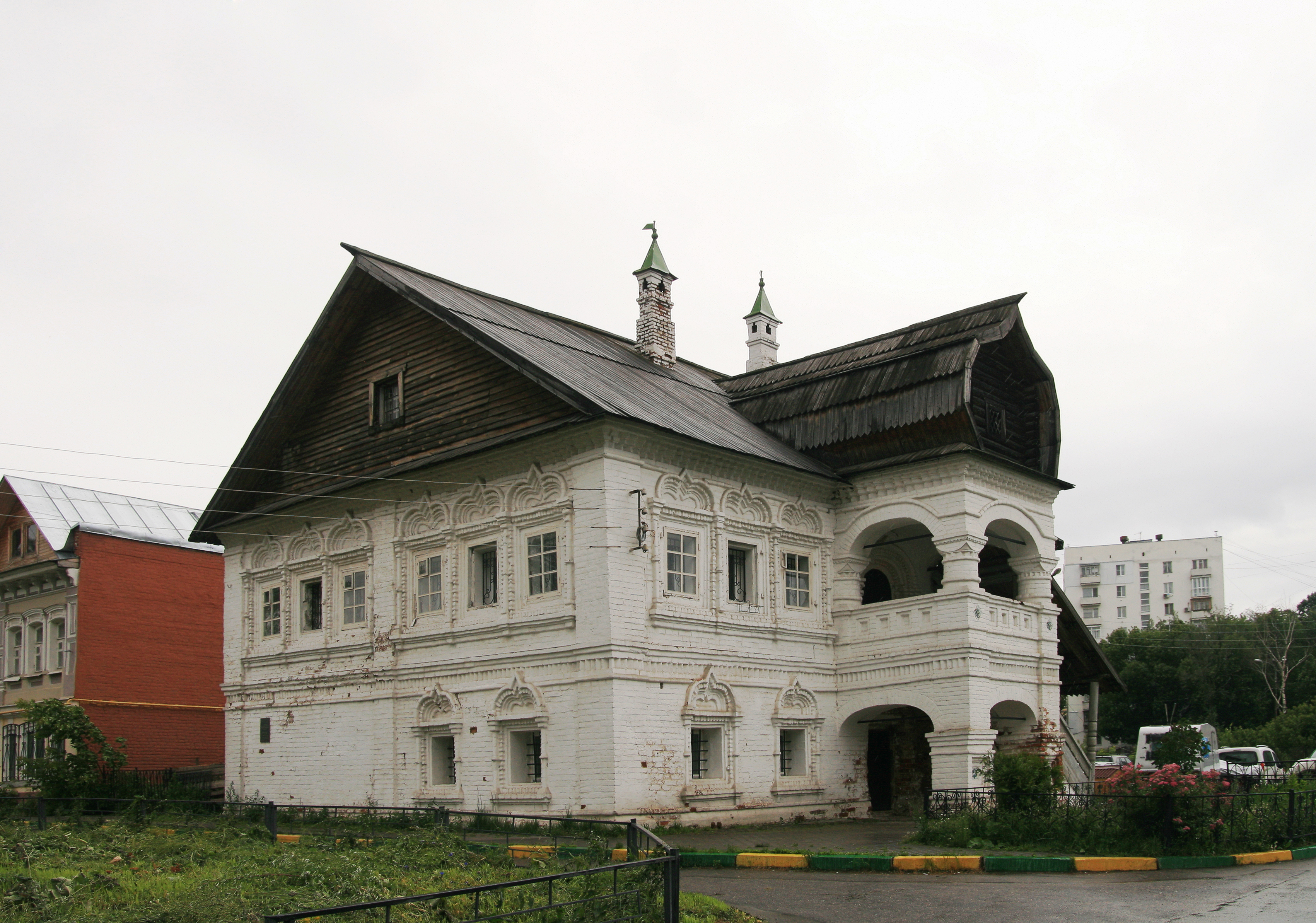
Sídlo kupce Olisova
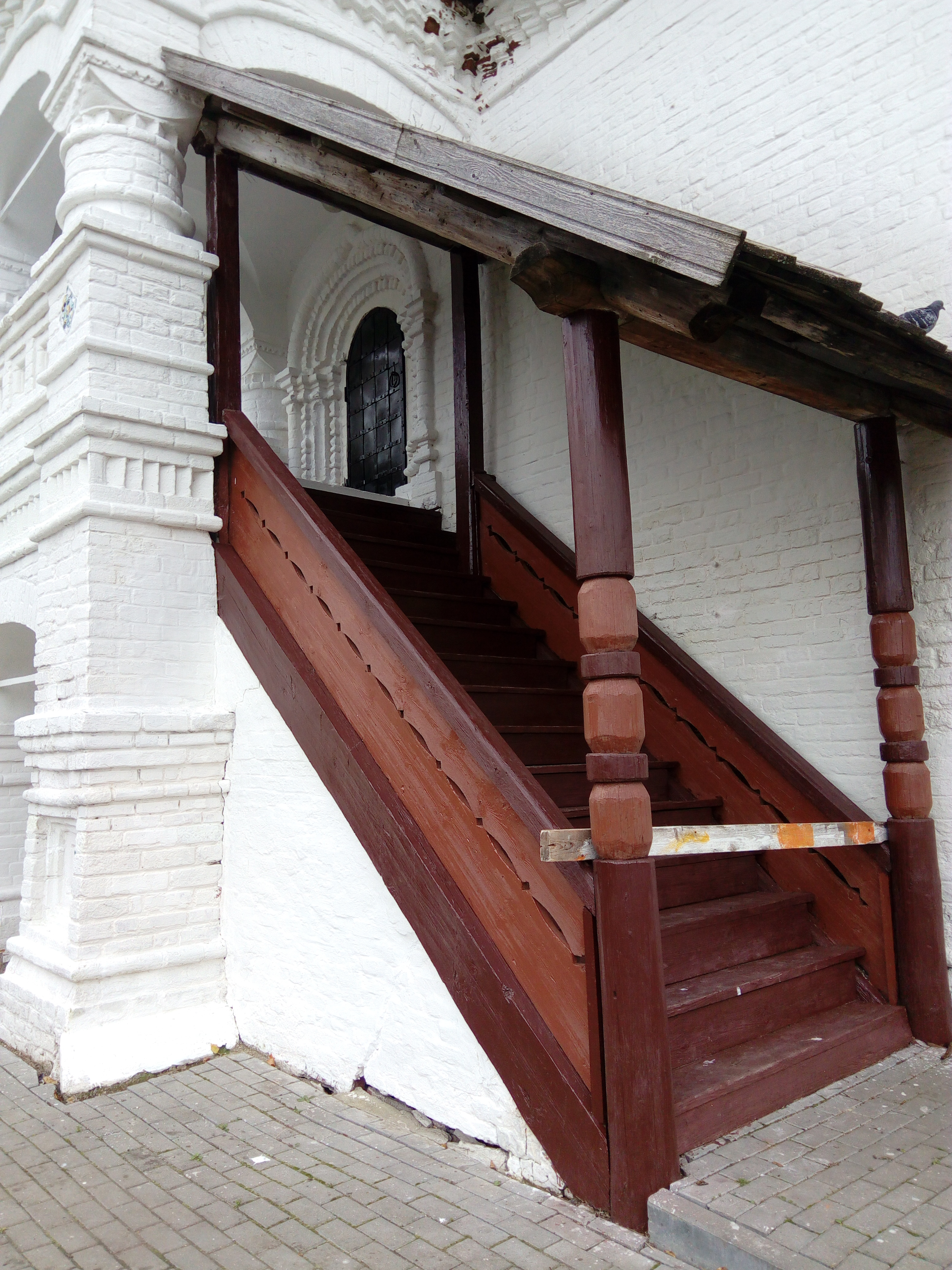
Vchod do Olisovova domu